# Katalin Makray
Katalin Makray (n. 5 aprilie 1945, Vasvár, Vas, Ungaria) este o gimnastă artistică ce a reprezentat Ungaria, medaliată olimpică. A participat la 2 ediții ale Jocurilor Olimpice (1964, 1968) în care a câștigat o medalie de argint.